# 马章武莫
马章武莫（Machang Bubuk），是马来西亚槟城州威中县东南部的一個郊区。西有阿儿玛，東有居林。2011年人口2134人，其中百分之85是华人，百分之12是马来人，而印度人比例少於百分之3。此区大约有421栋房屋。 其附近有双溪里武新村、阿儿玛和位于吉打州的居林。

## 教育
此区居民的小孩多数就读于马章武莫启新华小。随着该区不断发展，现在启新华小正在兴建一所新礼堂，已于2018年竣工。目前的新校舍待12月3日开幕，该校校长表示2023年将全面投入使用新校舍，更希望学生能享受到更新式的教程

### 学校
- 马章武莫国民小学(SK Machang Bubuk)
- 马章武莫第二国民小学(SK Machang Bubuk II)
- 马章武莫启新华文小学(SJKC Kay Sin)
- 马章武莫中学(SMK Machang Bubuk)

## 基建
此区也有一个市集（当地称为马章武莫巴刹）可在这里找到价格低廉的商品和美味的食物，还有一间小诊所、警察局和图书馆。

## 交通
区内提供快捷通巴士服务，可通过安宁路或居林路前往这里，未来可能会有城市轨道服务。